# كأس العالم لاتحاد الجمعيات المستقلة لكرة القدم 2018
كأس العالم لاتحاد الجمعيات المستقلة لكرة القدم 2018 هي النسخة الثالثة من كأس العالم لاتحاد الجمعيات المستقلة لكرة القدم، وهي منافسة كرة قدم دولية للدول، الأقليات، الشعوب عديمة الجنسية والمناطق التي لا تنتمي للفيفا. تنظم البطولة من قبل اتحاد الجمعيات المستقلة لكرة القدم (كونيفا). سينظم البطولة اتحاد باراوا لكرة القدم، وستقام جميع المباريات في لندن. فازت كارباتاليا باللقب بعد تغلبها في النهائي الذي أقيم في 9 يونيو 2018 على قبرص الشمالية بركلات الترجيح 3–2، بعد نهاية الوقت الأصلي بالتعادل السلبي.

## اختيار المضيف
في يونيو 2017، في اجتماع اتحاد الجمعيات المستقلة لكرة القدم (كونيفا) الذي عقد خلال فترة إقامة كأس أوروبا لاتحاد الجمعيات المستقلة لكرة القدم، أعلن أن اتحاد باراوا لكرة القدم سيكون المنظم لكأس العالم لاتحاد الجمعيات المستقلة لكرة القدم 2018. ومع ذلك، طبقا لمعايير الكونيفا، فإن «المضيف أو المنظم» هو عضو في الكونيفا يرأس اللجنة المنظمة للبطولة، وهذا ما يعني أنه ليس بالضرورة أن تلعب البطولة في منطقة المضيف. تقع باراوا في الصومال، لكن اتحاد باراوا لكرة القدم يمثل أعضاء الشتات الصومالي في إنجلترا.

## الملاعب
في النسختين الأولى والثانية من كأس العالم لاتحاد الجمعيات المستقلة لكرة القدم، لم يتم إقامة مبارياتهما في أكثر من ملعبين؛ لٌعبت مباريات نسخة 2014 كلها في نفس الملعب، في حين أقيمت نسخة 2016 في مدينتين. أدى رفع عدد المشاركين من اثني عشر إلى ستة عشر مشارك في 2018 إلى زيادة كبيرة في عدد الملاعب المستخدمة، بمجموع عشرة ملعب في ثلاث مدن وبلدات مختلفة؛ منها سبعة تقع في لندن الكبرى نفسها، اثنان في بلدتي سلاو وبراكنيل في باركشير، وواحد في ثوروك في إسكس.
| لندن الكبرى           | لندن الكبرى | لندن الكبرى | لندن الكبرى            |
| ساتون                 | بروملي | أنفيلد | هارينجي                |
| --------------------- | --- | --- | ---------------------- |
| ملعب جمعية الفرسان    | ملعب هايس لاين | ملعب إليزابيث الثانية | كوليس بارك             |
| السعة: 5,000          | السعة: 5,000 | السعة: 2,500 | السعة: 2,500           |
|                       | | |                        |
| لندن الكبرى           | أفيلاي ساتون بروملي أنفيلد هارينجي كارشالتون روثرهايت بيدفونتكأس العالم لاتحاد الجمعيات المستقلة لكرة القدم 2018 (لندن الكبرى) | أفيلاي ساتون بروملي أنفيلد هارينجي كارشالتون روثرهايت بيدفونتكأس العالم لاتحاد الجمعيات المستقلة لكرة القدم 2018 (لندن الكبرى) | لندن الكبرى            |
| كارشالتون             | أفيلاي ساتون بروملي أنفيلد هارينجي كارشالتون روثرهايت بيدفونتكأس العالم لاتحاد الجمعيات المستقلة لكرة القدم 2018 (لندن الكبرى) | أفيلاي ساتون بروملي أنفيلد هارينجي كارشالتون روثرهايت بيدفونتكأس العالم لاتحاد الجمعيات المستقلة لكرة القدم 2018 (لندن الكبرى) | روثرهايت               |
| كولستون أفينو         | أفيلاي ساتون بروملي أنفيلد هارينجي كارشالتون روثرهايت بيدفونتكأس العالم لاتحاد الجمعيات المستقلة لكرة القدم 2018 (لندن الكبرى) | أفيلاي ساتون بروملي أنفيلد هارينجي كارشالتون روثرهايت بيدفونتكأس العالم لاتحاد الجمعيات المستقلة لكرة القدم 2018 (لندن الكبرى) | مركب سانت بولس الرياضي |
| السعة: 5,000          | أفيلاي ساتون بروملي أنفيلد هارينجي كارشالتون روثرهايت بيدفونتكأس العالم لاتحاد الجمعيات المستقلة لكرة القدم 2018 (لندن الكبرى) | أفيلاي ساتون بروملي أنفيلد هارينجي كارشالتون روثرهايت بيدفونتكأس العالم لاتحاد الجمعيات المستقلة لكرة القدم 2018 (لندن الكبرى) | السعة: 1,000           |
|                       | أفيلاي ساتون بروملي أنفيلد هارينجي كارشالتون روثرهايت بيدفونتكأس العالم لاتحاد الجمعيات المستقلة لكرة القدم 2018 (لندن الكبرى) | أفيلاي ساتون بروملي أنفيلد هارينجي كارشالتون روثرهايت بيدفونتكأس العالم لاتحاد الجمعيات المستقلة لكرة القدم 2018 (لندن الكبرى) |                        |
| لندن الكبرى           | سلاو براكنيلكأس العالم لاتحاد الجمعيات المستقلة لكرة القدم 2018 (Berkshire)                                                    | سلاو براكنيلكأس العالم لاتحاد الجمعيات المستقلة لكرة القدم 2018 (Berkshire)                                                    | إسكس                   |
| بيدفونت               | سلاو براكنيلكأس العالم لاتحاد الجمعيات المستقلة لكرة القدم 2018 (Berkshire)                                                    | سلاو براكنيلكأس العالم لاتحاد الجمعيات المستقلة لكرة القدم 2018 (Berkshire)                                                    | أفيلاي                 |
| مركب بيدفونت الترفيهي | سلاو براكنيلكأس العالم لاتحاد الجمعيات المستقلة لكرة القدم 2018 (Berkshire)                                                    | سلاو براكنيلكأس العالم لاتحاد الجمعيات المستقلة لكرة القدم 2018 (Berkshire)                                                    | باركسايد               |
| السعة: 3,000          | سلاو براكنيلكأس العالم لاتحاد الجمعيات المستقلة لكرة القدم 2018 (Berkshire)                                                    | سلاو براكنيلكأس العالم لاتحاد الجمعيات المستقلة لكرة القدم 2018 (Berkshire)                                                    | السعة: 3,500           |
|                       | سلاو براكنيلكأس العالم لاتحاد الجمعيات المستقلة لكرة القدم 2018 (Berkshire)                                                    | سلاو براكنيلكأس العالم لاتحاد الجمعيات المستقلة لكرة القدم 2018 (Berkshire)                                                    |                        |
| باركشير               | | |                        |
| براكنيل               | براكنيل | سلاو | سلاو                   |
| لارجيس لاين           | لارجيس لاين | آربور بارك | آربور بارك             |
| السعة: 2,500          | السعة: 2,500 | السعة: 2,000 | السعة: 2,000           |
|                       | | |                        |

## الفرق المشاركة
تتم عملية التأهيل للبطولة عبر مجموعة من المعايير المنصوص عليها التي نشرتها الكونيفا في اجتماع الجمعية العامة السنوي لها في 2017، الذي تطرق لمختلف الطرق التي يمكن للفرق عبرها أن تتأهل للكأس. وقد تم تعديلها وتنقيحها في وقت لاحق من قبل الكونيفا في يونيو 2017:
- المضيف؛
- بطل النسخة السابقة: يتأهل بطل النسخة السابقة مباشرة؛
- بطاقة دعوة: توجه اللجنة التنفيذية للكونيفا بطاقة دعوة لفريق لم يتأهل لنهائيات البطولة في موعد لا يتجاوز حد 9 أشهر قبل انطلاق النسخة؛
- بطولة تأهيلية: يمكن لأي عضو من الكونيفا طلب استضافة بطولة تندرج ضمن التصفيات المؤهلة، والمدة المحددة لإقامتها هي ما بين 1 يناير من السنة التي تأتي قبل إقامة آخر نسخة، و 31 ديسمبر من السنة التي تأتي قبل عام تنظيم البطولة، وأن تتكون من ما لا يقل عن أربعة أعضاء من الكونيفا. يجب أن يقدم طلب الموافقة على تنظيم البطولة وطرق التأهل منها قبل ما لا يقل عن شهرين من بدايتها، ويجب أن توافق عليها اللجنة التنفيذية للكونيفا؛
- بطولة قارية: إذا أقيمت بطولة قارية تشرف عليها الكونيفا بعد آخر نسخة من كأس العالم للكونيفا، فإن عددا من المشاركين بها يتأهلون للنسخة المقبلة؛ مجموع المتأهلين هو عدد المشاركين في البطولة مقسوما على 4؛
- نقاط التأهل: توزع المقاعد المتبقية وفقا للمراكز النهائية في مختلف التصنيفات القارية للكونيفا ووفقا لنقاط الترتيب. إذا حصل منتخبان أو أكثر على نفس عدد نقاط التأهل، فإنه يتم تحديد المتأهلين حسب التصنيف العالمي للكونيفا.

وفقا لهذه المعايير المنصوص عليها، بدأ التصفيات في يناير 2016، عندما لعبت أرمينيا الغربية أول مباراة رسمية ضد الفريق الرديف لنادي أولمبيك مارسيليا الفرنسي. أول منتخب تأهل تلقائيا كان هو تاميل إيلام، بعد فوزه بكأس كونيفا للتحدي المتكون من مباراة واحدة على حساب منتخب شعب الغجر في مارس 2016. بعد ذلك، عقدت مسابقتان اثنتان متعددة المنتخبات تم تبنيها من قبل الكونيفا كتصفيات مؤهلة، وهي كأس التراث المجري، التي لعبت بين أربعة أعضاء من الكونيفا يمثلون الشتات المجري، وكأس الوحدة العالمية، التي احتوت على فرق تمثل عددا من الشعوب المهجرة. ضمن الفائزان من كل البطولتين تأهلهما لكأس العالم لاتحاد الجمعيات المستقلة لكرة القدم.

## الفرق المتأهلة

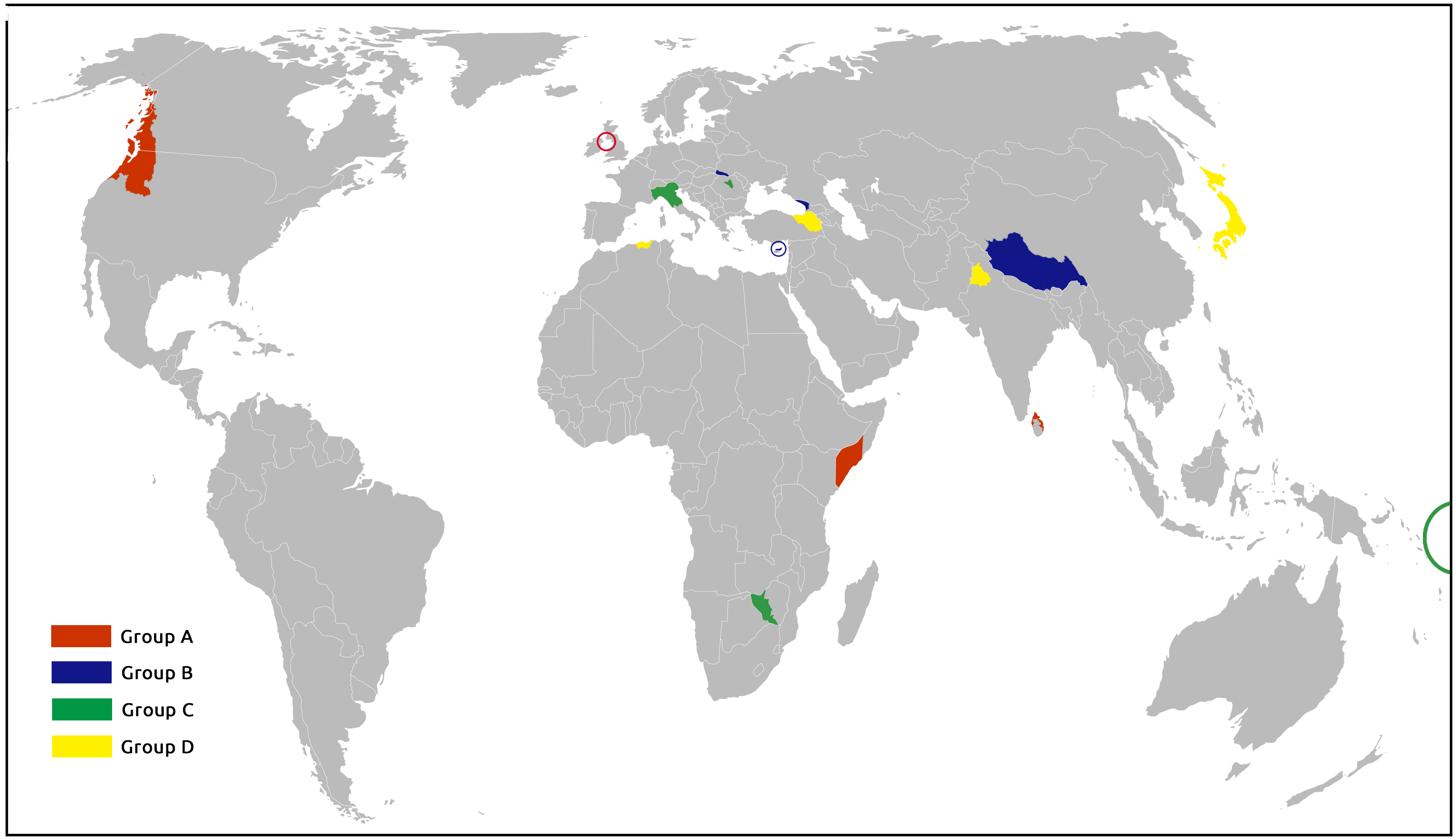
المنتخبات المتأهلة للبطولة

| المنتخب                     | القارة          | طريقة التأهل                                            | تاريخ التأهل  | عدد مرات الظهور في النهائيات (باحتساب هذه النسخة) | آخر ظهور | أفضل أداء سابق       | ملاحظات          |
| --------------------------- | --------------- | ------------------------------------------------------- | ------------- | ------------------------------------------------- | -------- | -------------------- | ---------------- |
| تاميل إيلام                 | أسيا            | بطل كأس كونيفا للتحدي                                   | 13 مارس 2016  | 2                                                 | 2014     | دور الترتيب (2014)   |                  |
| أبخازيا                     | أوروبا          | بطل كأس العالم لاتحاد الجمعيات المستقلة لكرة القدم 2016 | 6 يونيو 2016  | 3                                                 | 2016     | بطل (2016)           |                  |
| فيلفيديك                    | أوروبا          | بطل كأس التراث المجري                                   | 3 أغسطس 2016  | 1                                                 | –        | –                    | انسحب            |
| أرمينيا الغربية             | أسيا            | بطاقة دعوة                                              | 14 يناير 2017 | 2                                                 | 2016     | ربع النهائي (2016)   |                  |
| باراوا                      | أفريقيا         | المستضيف                                                | 8 يونيو 2017  | 1                                                 | –        | –                    |                  |
| التبت                       | أسيا            | بطاقة دعوة                                              | 8 يونيو 2017  | 1                                                 | –        | –                    |                  |
| كيريباتي                    | أوقيانوسيا      | تصفيات إقليمية                                          | 8 يونيو 2017  | 1                                                 | –        | –                    | انسحب            |
| كاسكاديا                    | أمريكا الشمالية | تصفيات إقليمية                                          | 8 يونيو 2017  | 1                                                 | –        | –                    |                  |
| بادانيا                     | أوروبا          | بطل كأس أوروبا لاتحاد الجمعيات المستقلة لكرة القدم      | 10 يونيو 2017 | 3                                                 | 2016     | المركز الرابع (2016) |                  |
| قبرص الشمالية               | أوروبا          | وصيف كأس أوروبا لاتحاد الجمعيات المستقلة لكرة القدم     | 10 يونيو 2017 | 2                                                 | 2016     | المركز الثالث (2016) |                  |
| البنجاب                     | أسيا            | تصفيات إقليمية                                          | 2 سبتمبر 2017 | 2                                                 | 2016     | المركز الثاني (2016) |                  |
| فريق كوريو اليابان المتحدين | أسيا            | تصفيات إقليمية                                          | 2 سبتمبر 2017 | 2                                                 | 2016     | ربع النهائي (2016)   |                  |
| ماتابيليلاند                | أفريقيا         | تصفيات إقليمية                                          | 2 سبتمبر 2017 | 1                                                 | –        | –                    |                  |
| القبائل                     | أفريقيا         | تصفيات إقليمية                                          | 2 سبتمبر 2017 | 1                                                 | –        | –                    |                  |
| إيلان فانين                 | أوروبا          | تصفيات إقليمية                                          | 2 سبتمبر 2017 | 2                                                 | 2014     | المركز الثاني (2014) |                  |
| سيكيلي لاند                 | أوروبا          | تصفيات إقليمية                                          | 2 سبتمبر 2017 | 2                                                 | 2016     | دور الترتيب (2016)   |                  |
| توفالو                      | أوقيانوسيا      | استبدال                                                 | 7 مارس 2018   | 1                                                 | –        | –                    | حل مكان كيريباتي |
| كارباتاليا                  | أوروبا          | استبدال                                                 | 4 مايو 2018   | 1                                                 | –        | –                    | حل مكان فيلفيديك |

في ديسمبر 2017، تم تقسيم الــ16 فريق مشارك إلى أربعة أوعية من أربعة منتخبات لإجراء قرعة دور المجموعات، بناءً على معايير اتحاد الجمعيات المستقلة لكرة القدم (كونيفا). أجريت قرعة دور المجموعات في 6 يناير 2018 في قبرص الشمالية.
| الوعاء 1                               | الوعاء 2                                                                  | الوعاء 3                                              | الوعاء 4                                    |
| -------------------------------------- | ------------------------------------------------------------------------- | ----------------------------------------------------- | ------------------------------------------- |
| - باراوا - أبخازيا - البنجاب - بادانيا | - قبرص الشمالية - سيكيلي لاند - فريق كوريو اليابان المتحدين - إيلان فانين | - كارباتاليا - تاميل إيلام - أرمينيا الغربية - توفالو | - التبت - ماتابيليلاند - القبائل - كاسكاديا |

### الانسحابات
في مارس 2018، أعلنت الكونيفا، أن بسبب الصعوبات المالية، انسحب كيريباتي من البطولة، وحل مكانه توفالو. في مايو، أعلن أيضا أن منتخب فيلفيديك انسحب، واستبدل بمنتخب كارباتاليا.

### التشكيلات
يجب أن لا يتجاوز عدد اللاعبين في تشكيلة أي منتخب 23 لاعبا.

## الحكام
أعلنت الكونيفا عن اختيار 25 حكم لإدارة مباريات البطولة، بقيادة الحكم السابق في الدوري الإنجليزي الممتاز، مارك كلاتنبورغ. خلال البطولة، سيستخدم الحكام بطاقة ثالثة، بالإضافة إلى البطاقتين الصفراء والحمراء؛ البطاقة الخضراء، وقد طرح راعي البطولة بادي باور هذه الفكرة، حيث يستم إعطاؤها للاعبين إما لاحتجاجهم أو لاندفاعهم الكبير. سيتم استبدال لاعب يحصل على بطاقة خضراء فورا.
| قائمة الحكام         | قائمة الحكام  |
| الحكم                | الدولة        |
| -------------------- | ------------- |
| مارك كلاتنبورغ       | إنجلترا       |
| رايموند ماشامبا      | زيمبابوي      |
| نياندا فرانسيس غواي  | زيمبابوي      |
| شيربارد ثامبو        | زيمبابوي      |
| أندرو سيدامبي        | زيمبابوي      |
| ديميتري تشوكوف       | أوكرانيا      |
| فيتالي مازين         | أوكرانيا      |
| فاليري كرافشينكو     | أوكرانيا      |
| أليكساندر ديمينكو    | أوكرانيا      |
| غيفي تودوا           | روسيا         |
| كريستيان ميشيل       | سلوفاكيا      |
| فينزي أوتن           | هولندا        |
| توماس بيرمان         | سلوفينيا      |
| دافيد مورفي          | اسكتلندا      |
| جيمس توربين          | جزيرة مان     |
| دينيس بيريز غونزاليز | إسبانيا       |
| أندرو ماريو بارودي   | جبل طارق      |
| أوتكو همامشي أوغلو   | تركيا         |
| فهيم دايي            | قبرص الشمالية |
| زكائي توري           | قبرص الشمالية |
| إسفنديار أجيكزوس     | قبرص الشمالية |
| إسبوزيتو باسكالي     | إيطاليا       |
| ماريو غوستافييرو     | إيطاليا       |
| ماسيمو أميترانو      | إيطاليا       |
| ماريو ساسو           | إيطاليا       |

## المباريات

### دور المجموعات

#### المجموعة 1
| م | الفريق      | لعب | ف | ت | خ | أ.له | أ.ع | أ.ف | نقاط | التأهل                       |
| - | ----------- | --- | - | - | - | ---- | --- | --- | ---- | ---------------------------- |
| 1 | باراوا      | 3   | 2 | 0 | 1 | 7    | 2   | +5  | 6    | يتقدم إلى مرحلة خروج المغلوب |
| 2 | كاسكاديا    | 3   | 2 | 0 | 1 | 9    | 5   | +4  | 6    | يتقدم إلى مرحلة خروج المغلوب |
| 3 | إيلان فانين | 3   | 2 | 0 | 1 | 6    | 3   | +3  | 6    | ينتقل إلى أدوار الترتيب      |
| 4 | تاميل إيلام | 3   | 0 | 0 | 3 | 0    | 12  | −12 | 0    | ينتقل إلى أدوار الترتيب      |

| إيلان فانين                                     | 4–1   | كاسكاديا    |
| ----------------------------------------------- | ----- | ----------- |
| - وايثلي 15' - جونز 41' - كاين 62' - ماكفاي 70' | تقرير | - داوتي 18' |

| باراوا                                                        | 4–0   | تاميل إيلام |
| ------------------------------------------------------------- | ----- | ----------- |
| - سولومون 17' - لوسيان 30' (ركلة.)، 80' (ركلة.) - كريتشلو 43' | تقرير |             |

| باراوا      | 1–2   | كاسكاديا                    |
| ----------- | ----- | --------------------------- |
| - بيتامر 9' | تقرير | - داوثي 35' - موراليس 45+1' |

| إيلان فانين             | 2–0   | تاميل إيلام |
| ----------------------- | ----- | ----------- |
| - وايثلي 47' - كاين 57' | تقرير |             |

| إيلان فانين | 0–2   | باراوا                     |
| ----------- | ----- | -------------------------- |
|             | تقرير | - بيتامر 40' - إسماعيل 56' |

| كاسكاديا                                                                  | 6–0   | تاميل إيلام |
| ------------------------------------------------------------------------- | ----- | ----------- |
| - نوبل 10' (ركلة.)، 87' - هايدن سميث 32' - فاركاس 69'، 71' - فيرغوسون 89' | تقرير |             |

#### المجموعة 2
| م | الفريق        | لعب | ف | ت | خ | أ.له | أ.ع | أ.ف | نقاط | التأهل                       |
| - | ------------- | --- | - | - | - | ---- | --- | --- | ---- | ---------------------------- |
| 1 | كارباتاليا    | 3   | 2 | 1 | 0 | 8    | 2   | +6  | 7    | يتقدم إلى مرحلة خروج المغلوب |
| 2 | قبرص الشمالية | 3   | 1 | 2 | 0 | 6    | 4   | +2  | 5    | يتقدم إلى مرحلة خروج المغلوب |
| 3 | أبخازيا       | 3   | 1 | 0 | 2 | 5    | 3   | +2  | 3    | ينتقل إلى أدوار الترتيب      |
| 4 | التبت         | 3   | 0 | 0 | 3 | 2    | 11  | −9  | 0    | ينتقل إلى أدوار الترتيب      |

| أبخازيا                                      | 3–0   | التبت |
| -------------------------------------------- | ----- | ----- |
| - أخفليدياني 15' - ماسكاييف 60' - شونييا 77' | تقرير |       |

| قبرص الشمالية | 1–1   | كارباتاليا   |
| ------------- | ----- | ------------ |
| - محمد 13'    | تقرير | - ساندور 53' |

| أبخازيا | 0–2   | كارباتاليا                  |
| ------- | ----- | --------------------------- |
|         | تقرير | - غايدوس 11' - ساندور 90+8' |

| قبرص الشمالية             | 3–1   | التبت         |
| ------------------------- | ----- | ------------- |
| - توران 2'، 67' - غوك 73' | تقرير | - توبغيال 38' |

| أبخازيا                            | 2–2   | قبرص الشمالية          |
| ---------------------------------- | ----- | ---------------------- |
| - ماسكاييف 21' - أرغون 90' (ركلة.) | تقرير | - كايا 27' - أوشان 78' |

| التبت        | 1–5   | كارباتاليا                                                         |
| ------------ | ----- | ------------------------------------------------------------------ |
| - لوندوب 70' | تقرير | - غايدوس 2' - ج.ساندور 36' (ركلة.) - تاكاكس 41'، 77' - سفيديوك 75' |

#### المجموعة 3
| م | الفريق       | لعب | ف | ت | خ | أ.له | أ.ع | أ.ف | نقاط | التأهل                       |
| - | ------------ | --- | - | - | - | ---- | --- | --- | ---- | ---------------------------- |
| 1 | بادانيا      | 3   | 3 | 0 | 0 | 17   | 2   | +15 | 9    | يتقدم إلى مرحلة خروج المغلوب |
| 2 | سيكيلي لاند  | 3   | 2 | 0 | 1 | 10   | 3   | +7  | 6    | يتقدم إلى مرحلة خروج المغلوب |
| 3 | ماتابيليلاند | 3   | 1 | 0 | 2 | 4    | 12  | −8  | 3    | ينتقل إلى أدوار الترتيب      |
| 4 | توفالو       | 3   | 0 | 0 | 3 | 1    | 15  | −14 | 0    | ينتقل إلى أدوار الترتيب      |

| توفالو | 0–4   | سيكيلي لاند                        |
| ------ | ----- | ---------------------------------- |
|        | تقرير | - بايكو 1'، 63'، 68' - ماغياري 76' |

| ماتابيليلاند | 1–6   | بادانيا                                                           |
| ------------ | ----- | ----------------------------------------------------------------- |
| - ندليلا 78' | تقرير | - إينونسينتي 10'، 45' - بيانتوني 39'، 42' - فالنتي 60' - روتا 61' |

| ماتابيليلاند | 0–5   | سيكيلي لاند                                                       |
| ------------ | ----- | ----------------------------------------------------------------- |
|              | تقرير | - فولوب 31' (ركلة.) - جيورجي 40' - ماغياري 42'، 54' - هودجي 90+1' |

| بادانيا                                                              | 8–0   | توفالو |
| -------------------------------------------------------------------- | ----- | ------ |
| - كورنو 8'، 12'، 38' - رافازي 17' - فالنتي 32'، 44'، 89' - روسيت 71' | تقرير |        |

| بادانيا                                        | 3–1   | سيكيلي لاند |
| ---------------------------------------------- | ----- | ----------- |
| - رولاندوني 19' - إينونسينتي 27' - بلومباي 45' | تقرير | - سوكس 90'  |

| توفالو        | 1–3   | ماتابيليلاند                              |
| ------------- | ----- | ----------------------------------------- |
| - تيمواني 27' | تقرير | - ندلوفو 25'، 38' - ملالازي 90+1' (ركلة.) |

#### المجموعة 4
| م | الفريق                 | لعب | ف | ت | خ | أ.له | أ.ع | أ.ف | نقاط | التأهل                       |
| - | ---------------------- | --- | - | - | - | ---- | --- | --- | ---- | ---------------------------- |
| 1 | أرمينيا الغربية        | 3   | 2 | 1 | 0 | 5    | 0   | +5  | 7    | يتقدم إلى مرحلة خروج المغلوب |
| 2 | البنجاب                | 3   | 1 | 1 | 1 | 9    | 2   | +7  | 4    | يتقدم إلى مرحلة خروج المغلوب |
| 3 | كوريو اليابان المتحدين | 3   | 0 | 3 | 0 | 1    | 1   | 0   | 3    | ينتقل إلى أدوار الترتيب      |
| 4 | القبائل                | 3   | 0 | 1 | 2 | 0    | 12  | −12 | 1    | ينتقل إلى أدوار الترتيب      |

| فريق كوريو اليابان المتحدين | 0–0   | أرمينيا الغربية |
| --------------------------- | ----- | --------------- |
|                             | تقرير |                 |

| البنجاب                                                                              | 8–0   | القبائل |
| ------------------------------------------------------------------------------------ | ----- | ------- |
| - ساندهو 24'، 53' - بوريوال 45'، 62' - غ. سينغ 51' (ركلة.)، 90+3' - ك. سينغ 75'، 82' | تقرير |         |

| فريق كوريو اليابان المتحدين | 0–0   | القبائل |
| --------------------------- | ----- | ------- |
|                             | تقرير |         |

| البنجاب | 0–1   | أرمينيا الغربية  |
| ------- | ----- | ---------------- |
|         | تقرير | - ميليتوسيان 14' |

| البنجاب               | 1–1   | فريق كوريو اليابان المتحدين |
| --------------------- | ----- | --------------------------- |
| - بوريوال 77' (ركلة.) | تقرير | - مون 90+4'                 |

| القبائل | 0–4   | أرمينيا الغربية                                             |
| ------- | ----- | ----------------------------------------------------------- |
|         | تقرير | - موزويان 23' - فالينزا بيربيريان 61'، 87' - ميليتوسيان 89' |

### مرحلة خروج المغلوب
|  | ربع النهائي       | ربع النهائي         |                     |             | نصف النهائي   | نصف النهائي   |  |  | النهائي          | النهائي |
|  |                   |                     |                     |             |               |               |  |  |                  |         |
|  | 5 يونيو – ساتون   |                     |                     |             |               |               |  |  |                  |         |
|  |                   |                     |                     |             |               |               |  |  |                  |         |
|  | باراوا            | 0                   |                     |             |               |               |  |  |                  |         |
|  | باراوا            | 0                   | 7 يونيو – كارشالتون |             |               |               |  |  |                  |         |
|  | قبرص الشمالية     | 8                   |                     |             |               |               |  |  |                  |         |
|  | قبرص الشمالية     | 8                   | قبرص الشمالية       | 3           |               |               |  |  |                  |         |
|  | 5 يونيو – براكنيل |                     | قبرص الشمالية       | 3           |               |               |  |  |                  |         |
|  |                   | بادانيا             | 2                   |             |               |               |  |  |                  |         |
|  | بادانيا           | بادانيا             | 2                   | 2           |               |               |  |  |                  |         |
|  | بادانيا           |                     | 9 يونيو – أنفيلد    | 2           |               |               |  |  |                  |         |
|  | البنجاب           | 0                   |                     |             |               |               |  |  |                  |         |
|  | البنجاب           | 0                   | قبرص الشمالية       | 0 (2)       |               |               |  |  |                  |         |
|  | 5 يونيو – ساتون   |                     | قبرص الشمالية       | 0 (2)       |               |               |  |  |                  |         |
|  |                   | كارباتاليا          | 0 (3)               |             |               |               |  |  |                  |         |
|  | كارباتاليا        | كارباتاليا          | 0 (3)               | 3           |               |               |  |  |                  |         |
|  | كارباتاليا        | 7 يونيو – كارشالتون |                     | 3           |               |               |  |  |                  |         |
|  | كاسكاديا          | 1                   |                     |             |               |               |  |  |                  |         |
|  | كاسكاديا          | 1                   | كارباتاليا          | 4           | المركز الثالث | المركز الثالث |  |  |                  |         |
|  | 5 يونيو – بروملي  |                     | كارباتاليا          | 4           | المركز الثالث | المركز الثالث |  |  |                  |         |
|  |                   | سيكيلي لاند         | 2                   |             |               |               |  |  |                  |         |
|  | أرمينيا الغربية   | سيكيلي لاند         | 2                   | 0           | بادانيا       | 0 (5)         |  |  |                  |         |
|  | أرمينيا الغربية   |                     |                     | 0           | بادانيا       | 0 (5)         |  |  |                  |         |
|  | سيكيلي لاند       | 4                   |                     | سيكيلي لاند | 0 (4)         |               |  |  |                  |         |
|  | سيكيلي لاند       | 4                   |                     |             | 0 (4)         |               |  |  |                  |         |
|  |                   |                     |                     |             |               |               |  |  | 9 يونيو – أنفيلد |         |
|  |                   |                     |                     |             |               |               |  |  |                  |         |

#### ربع النهائي
| باراوا | 0–8   | قبرص الشمالية                                                                      |
| ------ | ----- | ---------------------------------------------------------------------------------- |
|        | تقرير | - غوك 15'، 80' - أونيت 51' - توران 54'، 69' - علي 58' (ه.ع) - محمد 84' - عثمان 88' |

| بادانيا                              | 2–0   | البنجاب |
| ------------------------------------ | ----- | ------- |
| - إينونسينتي 59' (ركلة.) - بافان 90' | تقرير |         |

| كارباتاليا                                     | 3–1   | كاسكاديا      |
| ---------------------------------------------- | ----- | ------------- |
| - جيوركي 49' - تاكاكس 59' (ركلة.) - غايدوس 87' | تقرير | - الحدادي 80' |

| أرمينيا الغربية | 0–4   | سيكيلي لاند                                          |
| --------------- | ----- | ---------------------------------------------------- |
|                 | تقرير | - تانكو 36' - سيزماديا 61' - ل.فولوب 65' - بايكو 86' |

#### نصف النهائي
| قبرص الشمالية               | 3–2   | بادانيا                       |
| --------------------------- | ----- | ----------------------------- |
| - محمد 36'، 84' - توران 80' | تقرير | - رافازي 30' - إينونسينتي 47' |

| كارباتاليا                                         | 4–2   | سيكيلي لاند                |
| -------------------------------------------------- | ----- | -------------------------- |
| - توما 36'، 57' - جيوركي 75' (ركلة.) - بيريس 90+1' | تقرير | - سيزماديا 77' - بايكو 79' |

#### تحديد المركز الثالث
| بادانيا | 0–0 | سيكيلي لاند |
| ------- | --- | ----------- |
|         |     |             |

#### النهائي
| قبرص الشمالية | 0–0 | كارباتاليا |
| ------------- | --- | ---------- |
|               |     |            |

### أدوار الترتيب

#### دور الترتيب 1
| إيلان فانين | 0–3   | التبت |
| ----------- | ----- | ----- |
|             | تقرير |       |

| ماتابيليلاند | 0–0   | القبائل |
| ------------ | ----- | ------- |
|              | تقرير |         |

| أبخازيا                                                         | 6–0   | تاميل إيلام |
| --------------------------------------------------------------- | ----- | ----------- |
| - أخفليدياني 40'، 71' - لوغوا 63' - شونييا 74'، 88' - تاربا 83' | تقرير |             |

| توفالو | 0–5   | كوريو اليابان المتحدين                           |
| ------ | ----- | ------------------------------------------------ |
|        | تقرير | - تانيياما 18' - لي 20'، 58' - سين 23' - مون 83' |

#### دور الترتيب 2
| إيلان فانين | 0–3   | ماتابيليلاند |
| ----------- | ----- | ------------ |
|             | تقرير |              |

| تاميل إيلام                                 | 4–3   | توفالو                       |
| ------------------------------------------- | ----- | ---------------------------- |
| - راغافان 7'، 86'، 90+1' - بيرانانثان 90+4' | تقرير | - بيتوا 3'، 73' - فايلين 55' |

| التبت                 | 1–8   | القبائل                                                             |
| --------------------- | ----- | ------------------------------------------------------------------- |
| - توبغيال 43' (ركلة.) | تقرير | - بودية 25'، 74'، 77'، 87' - حديد 45' - مزايب 49'، 51' - بوعباس 81' |

| أبخازيا                         | 2–0   | فريق كوريو اليابان المتحدين |
| ------------------------------- | ----- | --------------------------- |
| - أخفليدياني 38' - كوغونييا 78' | تقرير |                             |

| باراوا | 0–5   | البنجاب                                    |
| ------ | ----- | ------------------------------------------ |
|        | تقرير | - ك. سينغ 8'، 65'، 72'، 90+2' - مينهاس 46' |

| كاسكاديا                                        | 4–0   | أرمينيا الغربية |
| ----------------------------------------------- | ----- | --------------- |
| - فيرغوسون 24'، 62' - أولدهام 54' - الحدادي 79' | تقرير |                 |

#### دور الترتيب 3
| إيلان فانين | 0–3   | توفالو |
| ----------- | ----- | ------ |
|             | تقرير |        |

| ماتابيليلاند | 1–0   | تاميل إيلام |
| ------------ | ----- | ----------- |
| - ندليلا 81' | تقرير |             |

| التبت      | 1–1   | فريق كوريو اليابان المتحدين |
| ---------- | ----- | --------------------------- |
| يوغيال 20' | تقرير | - جيليك 84' (ه.ع.)          |

| القبائل | 0–2   | أبخازيا                |
| ------- | ----- | ---------------------- |
|         | تقرير | - لوغيا 29' - جانا 56' |

| باراوا | 0–7 | أرمينيا الغربية |
| ------ | --- | --------------- |
|        |     |                 |

| كاسكاديا                          | 3–3 | البنجاب                      |
| --------------------------------- | --- | ---------------------------- |
| - موراليس 45' - فيرغوسون 54'، 60' |     | - فيرك 18' - مينهاس 24'، 34' |

#### مباريات استبدال إيلان فانين
| التبت | 0–4   | منتخب أتراك لندن |
| ----- | ----- | ---------------- |
|       | تقرير |                  |

| جزر تشاغوس | 0–1   | ماتابيليلاند |
| ---------- | ----- | ------------ |
|            | تقرير |              |

| جزر تشاغوس | 1–6   | توفالو |
| ---------- | ----- | ------ |
|            | تقرير |        |

## الهدافون
6 أهداف
- كامالجيت سينغ

5 أهداف
- جياكومو إينوسينتي
- خليل توران
- بارنا بايكو

4 أهداف
- غييلو فالنتي
- روسلان أخفليدياني
- سامي بودية
- بيلي محمد

3 أهداف
- رونالد تاكاكس
- زولت غايدوس
- روسلان شونييا
- سيلارد ماغياري
- أمار سينغ بوريوال
- فديريكو كورنو
- أوغور كوك
- كالوم فيرغوسون
- براشانت راغافان

## التسويق
الأغنية الرسمية للبطولة هي أغنية «برينغ ذا هاوس داون»، وأداها الثنائي الإنجليزي رايت سايد فريد، وتم إطلاقها في 29 مايو 2018.

## الترتيب النهائي
| المركز | المنتخب                     | لعب | ف | ت | خ | ه.ل | ه.ع | ف.أ |
| ------ | --------------------------- | --- | - | - | - | --- | --- | --- |
| 1      | كارباتاليا                  | 6   | 4 | 2 | 0 | 15  | 5   | +10 |
| 2      | قبرص الشمالية               | 6   | 3 | 3 | 0 | 17  | 6   | +12 |
| 3      | بادانيا                     | 6   | 4 | 1 | 1 | 21  | 5   | +16 |
| 4      | سيكيلي لاند                 | 6   | 3 | 1 | 2 | 16  | 7   | +9  |
| 5      | البنجاب                     | 6   | 2 | 2 | 2 | 17  | 7   | +10 |
| 6      | كاسكاديا                    | 6   | 3 | 1 | 2 | 17  | 11  | +6  |
| 7      | أرمينيا الغربية             | 6   | 3 | 1 | 2 | 12  | 8   | +4  |
| 8      | باراوا                      | 6   | 2 | 0 | 4 | 7   | 22  | -15 |
| 9      | أبخازيا                     | 6   | 4 | 1 | 1 | 15  | 4   | +11 |
| 10     | القبائل                     | 6   | 1 | 1 | 4 | 8   | 15  | -7  |
| 11     | فريق كوريو اليابان المتحدين | 6   | 1 | 4 | 1 | 7   | 4   | +3  |
| 12     | التبت                       | 5   | 0 | 1 | 4 | 4   | 20  | -16 |
| 13     | ماتابيليلاند                | 5   | 2 | 1 | 2 | 5   | 12  | -7  |
| 14     | تاميل إيلام                 | 6   | 1 | 0 | 5 | 4   | 22  | -18 |
| 15     | توفالو                      | 5   | 0 | 0 | 5 | 4   | 24  | -20 |
| 16     | إيلان فانين                 | 3   | 2 | 0 | 1 | 6   | 3   | +3  |